# Válvula alternadora

Simbologia

Uma válvula alternadora é um tipo de válvula que permite que o fluido proveniente de duas fontes diferentes escoe sempre em direção à saída da válvula. Geralmente, é utilizada em sistemas pneumáticos, embora, às vezes, vai ser encontrada em sistemas hidráulicos.

## Estrutura e funcionamento
O corpo de uma válvula alternadora possui três aberturas, geralmente em forma de "T". Uma bola ou outro elemento de bloqueio move-se livremente dentro do corpo. Quando um dos fluidos exerce pressão, este empurra a bola para o lado oposto. Isso impede que o fluido entre pela abertura presente no lado oposto, mas permite que ele flua através da saída central. Desta forma, duas fontes podem fornecer pressões diferentes, sem a ameaça de um fluxo contrário a partir de uma fonte para outra. 
Em lógica pneumática, uma válvula alternadora funciona como uma porta OR.